# Саид, Махмуд
Махмуд Саид (араб. محمود سعيد‎; 1939, Мосул, Ирак — 28 января 2025, Чикаго, США) — иракский писатель.

## Творческая деятельность
Начинал писать рассказы в очень раннем возрасте. В 1985 году был вынужден покинуть Ирак вследствие преследований режима Саддама Хусейна и эмигрировать в Соединённые Штаты Америки как политический беженец.
Махмуд Саид написал более двадцати романов и сборников коротких рассказов, а также опубликовал многочисленные статьи в арабских и американских газетах и журналах. Махмуд Саид писал свои работы на арабском языке. Три его самых динамичных романа были переведены на английский язык, включая роман «Я тот, который видел» («I am the One Who Saw»). Сама работа была опубликована издательством Саки Букс (Saqi Books) под названием «Город Саддама» («Saddam’s City») в 2005 году. В последние годы был преподавателем арабского языка в университете DePaul в Чикаго, США.
Умер 28 января 2025 года в Чикаго, штат Иллинойс, в возрасте 86 лет.